# Сан-Паоло-Черво
Сан-Па́оло-Че́рво (итал. San Paolo Cervo) — коммуна в Италии, находится в регионе Пьемонт, в провинции Бьелла.
Население составляет 146 человек (2008), плотность населения составляет 18 чел./км². Занимает площадь 8 км². Почтовый индекс — 13060. Телефонный код — 015.
В коммуне 25 января особо празднуется обращение апостола Павла.

## Демография
Динамика населения:

## Администрация коммуны
- Официальный сайт: